# Wosawa (rejon soligorski)
Wosawa (biał. Восава; ros. Осово, Osowo) – wieś na Białorusi, w obwodzie mińskim, w rejonie soligorskim, w sielsowiecie Damanawiczy. W 2009 roku liczyła 278 mieszkańców.